# برکسویل (کنتاکی)
برکسویل (به انگلیسی: Burkesville) شهری در ایالت کنتاکی کشور ایالات متحده آمریکا است که جمعیت آن در سرشماری سال ۲۰۱۰ میلادی، ۱٬۵۲۱ نفر بوده‌است.